# آماندا دومان
آماندا دومان (انگلیسی: Amanda Doman؛ زادهٔ ۲۴ اکتبر ۱۹۷۷) از برندگان مدال‌های بازی‌های المپیک تابستانی و بازیکن سافت‌بال اهل استرالیا است.